# Danaus gilippus
Danaus gilippus là một loài bướm thuộc chi Danaus, họ Bướm giáp. Loài này phân bố ở Bắc Mỹ và Nam Mỹ. Loài này có sải cánh 2,75–3.25" (70–88mm). Nó có màu vàng hay nâu với các rìa cánh màu đen và các đốm cánh trước màu trắng.

## Hình ảnh

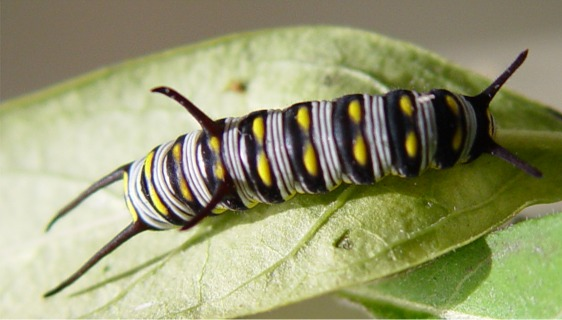
Sâu bướm
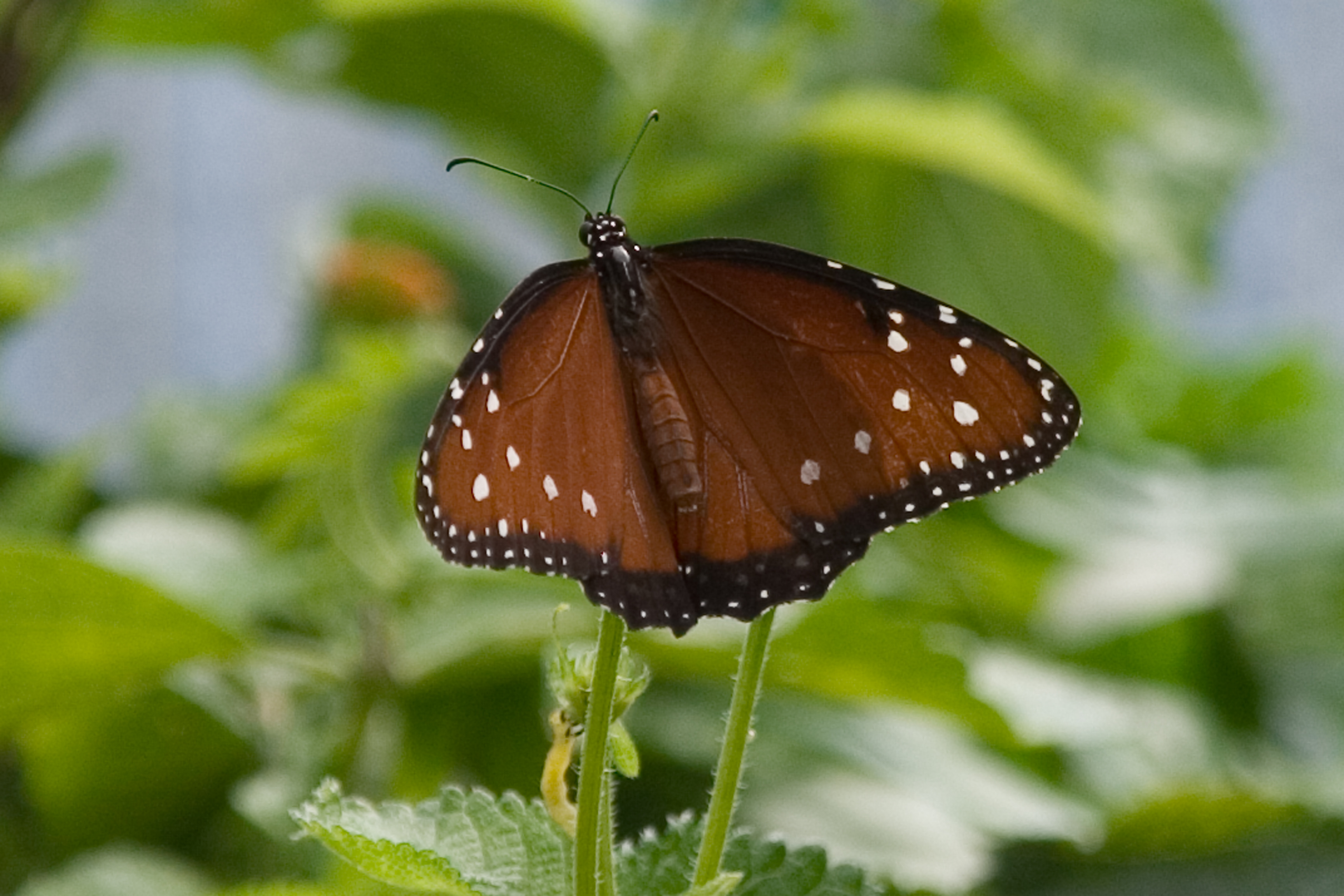
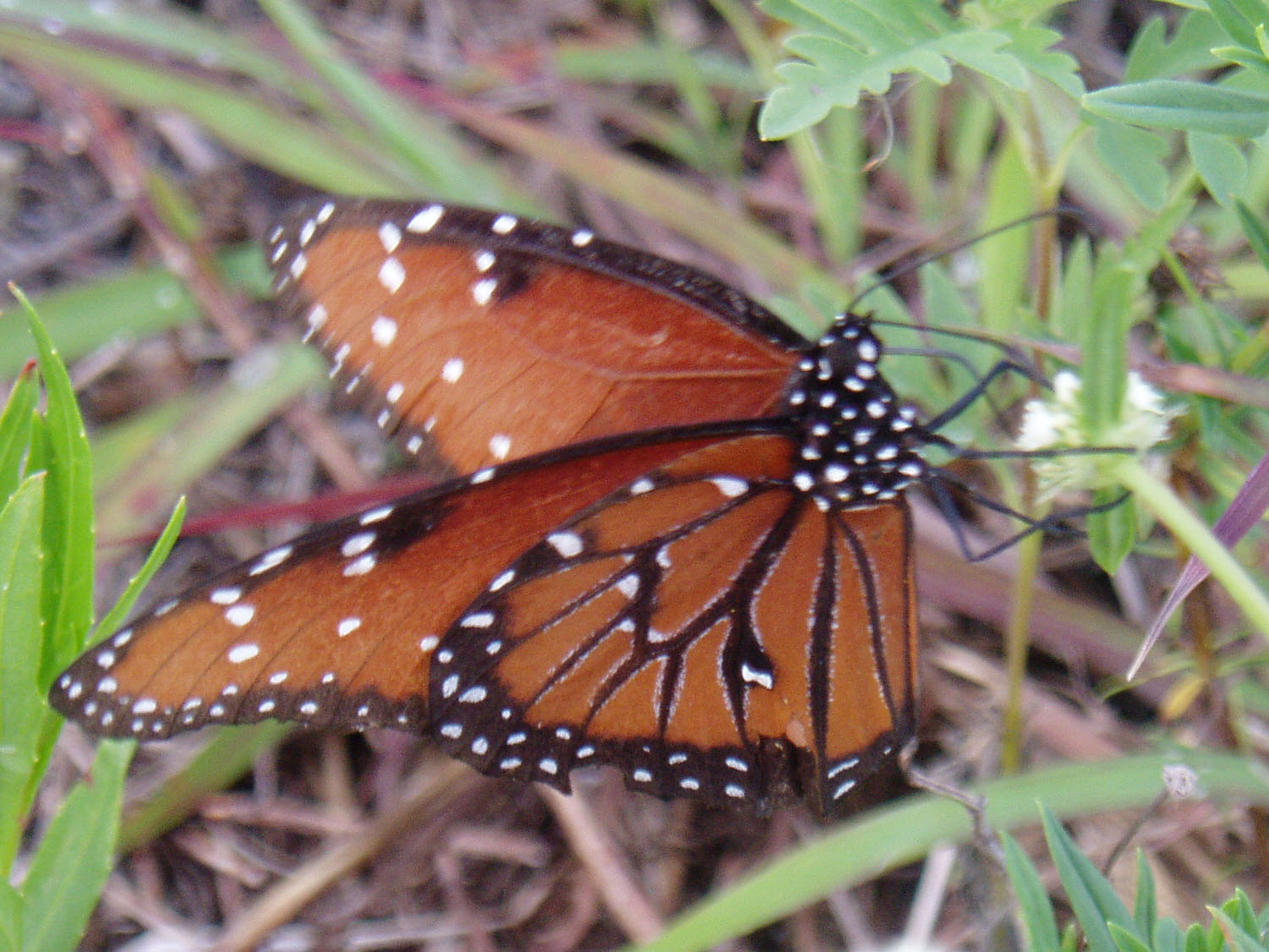
Con trưởng thành
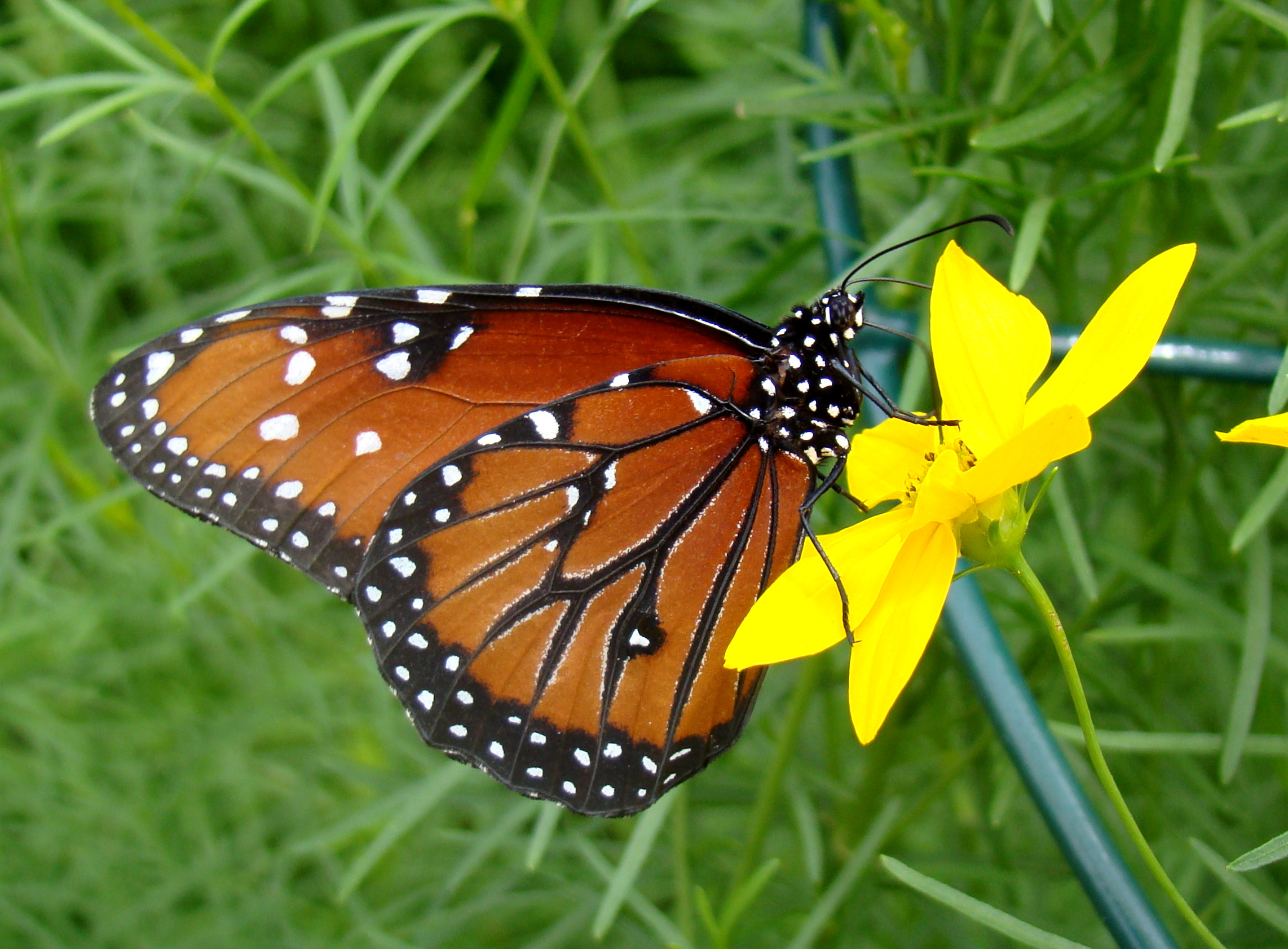
Con trưởng thành